# Silene wilfordii
Silene wilfordii är en nejlikväxtart som först beskrevs av Eduard August von Regel, och fick sitt nu gällande namn av Hiroyoshi Ohashi och H. Nakai. Silene wilfordii ingår i släktet glimmar, och familjen nejlikväxter. Inga underarter finns listade i Catalogue of Life.